# NGC 6445
NGC 6445 (другие обозначения — PK 8+3.1, ESO 589-PN9) — планетарная туманность в созвездии Стрелец.
Этот объект входит в число перечисленных в оригинальной редакции «Нового общего каталога».